# TV-SAT
TV-Sat 1 und TV-Sat 2 (Orbitalposition 19° West) waren zwei Satelliten, die für den Direkt-Fernsehempfang in Deutschland entwickelt worden waren. Die Satelliten basierten ebenso wie die TDF-Satelliten und der schwedische Tele-X auf dem Satellitenbus Spacebus 300 von Aérospatiale und wurden von dieser in Zusammenarbeit mit MBB gebaut. Ihre großen Solarmodule erzeugten 3 Kilowatt elektrische Leistung – für die damalige Zeit ein sehr hoher Wert – und die Sendeleistung betrug 230 Watt pro Transponder. Zum Vergleich: Der im Jahr 1988 gestartete Satellit Astra 1A, der von RCA Astro Electronics (heute Lockheed Martin) gebaut wurde, hatte eine Transponderleistung von lediglich 45 Watt. Wie die anderen Spacebus-300-Satelliten wurden die TV-SAT-Satelliten für eine Lebensdauer von acht bis zehn Jahren ausgelegt.

## Die Anfänge

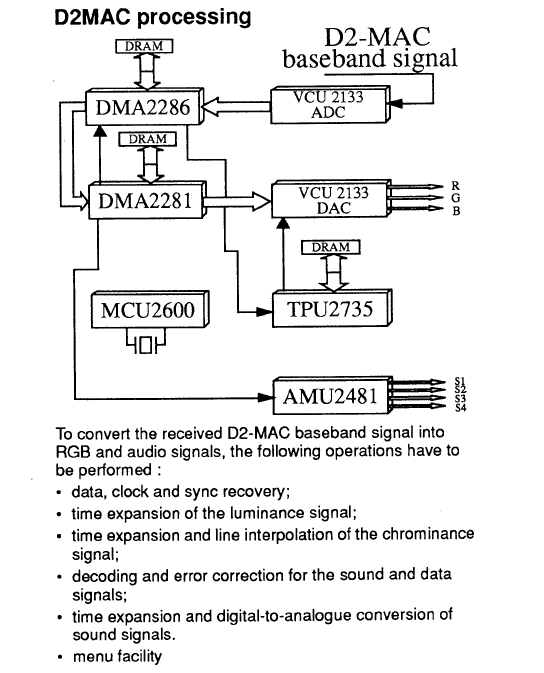
D2-MAC

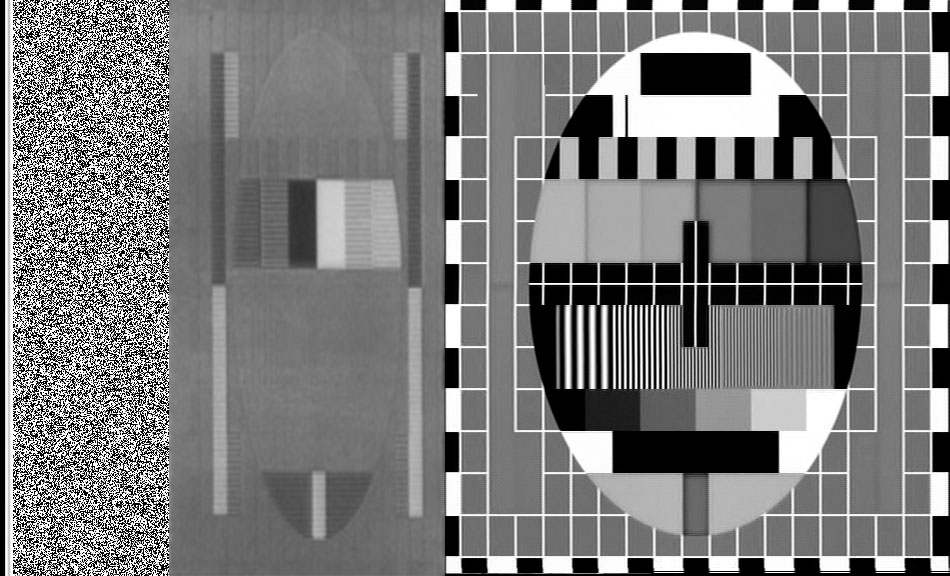
Simuliertes MAC-Signal. Von links nach rechts: digital data, chrominance und luminance

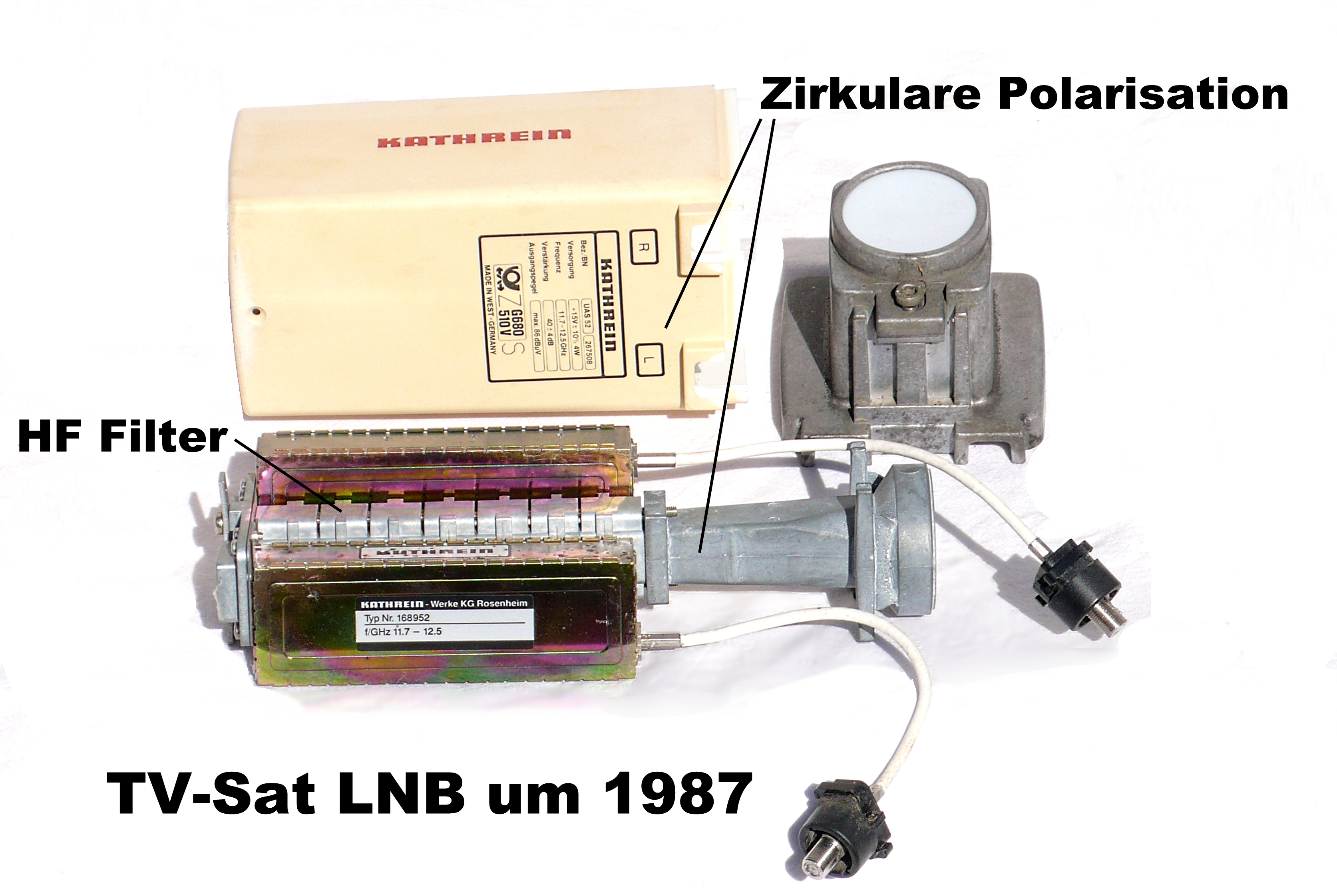
TV-SAT-LNB mit HF-Filter, Polarisation links- und rechtsdrehend

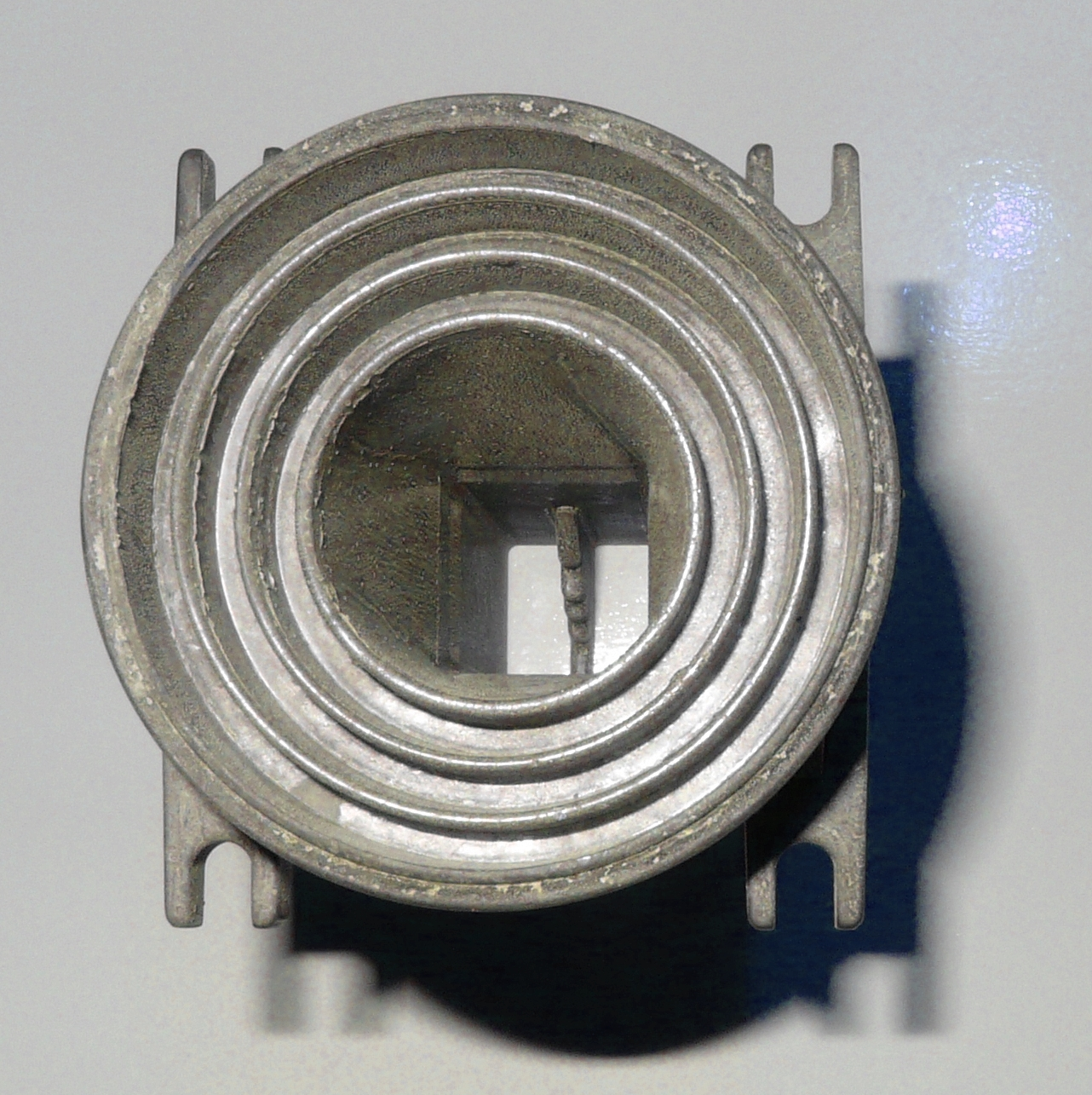
Feed mit integrierter zirkularer Polarisationsweiche Links/Rechts Kathrein 1987 TV-SAT-LNB KATHREIN UAS 52

In den Bestrebungen, eine von Herman Potočnik entdeckte und bereits im Jahre 1928 publizierte geostationäre Position für den Direktfernsehempfang in Europa zu nutzen, wurden in der Funkverwaltungskonferenz World Administrative Radio Conference (WARC) in Genf im Jahre 1977 ein weltweiter Rundfunk-Satellitenplan beschlossen. Ab 1. Januar 1979 galt eine Vereinbarung mit einer Laufzeit von 15 Jahren, die vorsah, dass jedes Land fünf TV- oder mehrere Hörfunkprogramme direkt vom Satelliten zum Teilnehmer abstrahlen konnten. Die Position musste sich jedes Land mit bis zu acht anderen Ländern (und damit Satelliten) teilen. Je geostationärer Position waren so 40 Transponder zu 27 MHz bei einem Transponderabstand durch Frequenzüberlappung von 19,18 MHz angedacht. Die Direct Broadcasting Satellites (DBS) sollten in 36.000 km Höhe mit einem Abstand von 6° (ca. 4415 km) über dem Äquator positioniert werden. Eine gemeinsame Position 19° West wurde Belgien, der Bundesrepublik Deutschland, Frankreich, den Niederlanden, Italien, Luxemburg, Österreich und der Schweiz zugewiesen. Diese Satelliten sollten in Europa entwickelt und in Serie gebaut werden. Der Spacebus-300-Satellitenbus, von Aérospatiale in Zusammenarbeit mit Messerschmitt-Bölkow-Blohm entwickelt, sollte den Beginn einer europäischen Satellitenrundfunkzukunft einläuten, was schließlich aufgrund des Scheitern der TV-Sat-Plattform erst später gelang.
Die Bundesrepublik Deutschland und Frankreich beschlossen am 2. Oktober 1979 in Bonn ein Rahmenabkommen über den Bau von zwei Fernsehdirektsatelliten, die im BSS-Band nach WARC SAT-77 senden und im Jahr 1983 gestartet werden sollten. 1981 begann ein Konsortium deutscher und französischer Firmen, die Gesellschaft Eurosatellite, mit dem Bau der Satelliten TV-Sat 1 für die Bundesrepublik und TDF-1 für Frankreich mit einem Auftragsvolumen von 520 Millionen DM. Durch politisch motivierte Streitigkeiten u. a. stellten die deutschen Ministerpräsidenten der Länder fest, dass ausschließlich die Länder bei der Nutzung von Satelliten für Rundfunkzwecke als verfassungsmäßige Träger der Rundfunkhoheit gelten, und unter anderem um die Forderung über eine Begrenzung einer TV-Sat-Ausleuchtzone auf das jeweilige Landesgebiet, wurde das Projekt immer wieder verzögert. Die technischen Parameter, vor allem einer zum Satellitendirektempfang notwendigen Sendeleistung und Programmanzahl, entsprachen schließlich zum TV-Sat-Startzeitpunkt im Herbst 1987 dem technischen Stand von 1978.

## TV-Sat Marketing
Mitte 1980 war die Erwartungshaltung der Industrie für einen baldigen Durchbruch des Satellitenfernsehens am Massenmarkt durch kompakte TV-Sat-Empfangsanlagen – ein Erfolg des Mitbewerbers Astra war nicht absehbar – groß. So ließ sich die Firma Kathrein 1987 ihren Werbespruch „Das Fernsehen hat Flügel bekommen mit KATHREIN-SatAn“ rechtlich schützen. Im August 1987, also noch vor einem Start von TV-Sat 1 wurde von der Industrie auf der Internationalen Funkausstellung in Berlin die neue Fernseh-Übertragungsnorm D2-MAC vorgestellt. Die Übertragung erfolgte scheinbar digital für Bild und Ton von einem Telekomsatellit auf 19° West. (Jedoch ist nur die Tonübertragung bei D2-MAC digital. Die Bildübertragung ist analog, vermeidet durch zeitmultiplexte Ausstrahlung der Helligkeits- und Farbinformationen jedoch Cross Color und Cross Luminance wie sie bei PAL durch die parallele Ausstrahlung entstehen.) Später sollte HD-MAC für hochauflösendes Fernsehen folgen.

## Start
TV-Sat 1 startete am 21. November 1987 auf einer Ariane-2-Rakete. Eines der Solarpanele konnte nicht ausgeklappt werden, aus diesem Grund wiederum konnte die Empfangsantenne nicht ausgeklappt werden. Eine erste Annahme, dass vergessen worden war, die Transportsicherungen zu entfernen, konnte rasch widerlegt werden, da nach dem Start alle Sicherungen in Kourou vorhanden waren. Nach einer Reihe von komplexen Tests am Boden und im Orbit stellte sich als wahrscheinlichste Ursache für das Versagen heraus, dass Teile des Ausklappmechanismus eines der beiden Solarpanele falsch montiert waren und somit ein Aufklappen blockierten. Die betreffenden Teile wurden erst kurz vor dem Start in Kourou eingebaut und ersetzten die Transportsicherungen; Simulationen haben ergeben, dass die Teile tatsächlich problemlos verkehrt herum montiert werden konnten.
Der Satellit war deshalb unbrauchbar, wurde Ende 1989 abgeschaltet und auf die Friedhofumlaufbahn gebracht. Technische Experimente am damit unbrauchbaren TV-Sat 1 zeigten indes, dass dessen 10-N-Lageregelungsdüsen ein Hot-Start-Problem hatten; Helium in den Treibstoffleitungen konnte die Düsen beim Zünden zerstören. Die daraus gewonnenen Erkenntnisse waren für die Galileo-Raumsonde wertvoll, die die gleichen Düsen verwenden sollte. Der Düsentyp wurden daraufhin für Galileo umkonstruiert.
TV-Sat 2 gelangte am 8. August 1989 zusammen mit dem Astronomiesatelliten Hipparcos mit einer Ariane-44LP-Rakete in den Geotransferorbit, wurde danach in der geostationären Umlaufbahn bei 19° West positioniert und arbeitete technisch einwandfrei.

## Einsatz von TV-Sat2
TV-Sat 2 hatte eine Startmasse von 2145 kg und wurde am 8. August 1989 ebenfalls mittels einer Ariane-Rakete gestartet, er übertrug vier Fernsehkanäle (Eins Plus, 3sat, RTL plus, Sat.1) und auf einem Transponder das DSR-Radiopaket. Dabei verwendete er den für Rundfunksatelliten vorgesehenen und als Broadcasting satellite service bezeichneten Bereich des Ku-Bandes mit einer damals im Satellitenempfang neuartigen zirkularen Polarisation (rechtszirkular und linkszirkular). Für die Fernsehprogramme wurde die für Satellitenausstrahlungen entwickelte Norm D2-MAC verwendet. Die hohe Sendeleistung von 230 Watt erlaubte den Empfang der Fernsehprogramme mit Satellitenschüsseln von nur 45 cm Durchmesser (sogar hinter Fensterscheiben). TV-Sat galt zu seiner Zeit als hochmodern. Jedoch geriet er zweimal im Jahr nachts in den Erdschatten und war währenddessen nicht zu empfangen. Wirtschaftlich war er für den Betreiber Deutsche Bundespost Telekom ein Misserfolg. Die geringe Anzahl von Programmen, die nur in der Sondernorm D2-MAC (bereits mit digitalem Ton) zu empfangen waren, konnte nur wenig Zuschauer begeistern. Das Gleiche galt für die französischen Schwestersatelliten TDF-1 und TDF-2. Die Aufgabe von TV-Sat 2 übernahmen deshalb weitestgehend die DFS-Kopernikus-Satelliten, die wesentlich erfolgreicher waren, jedoch schließlich vom Marktführer Astra abgehängt wurden. Kopernikus 1 strahlte auch das DSR-Paket aus. Das DSR-Paket sowie die Fernsehprogramme wurden digital in D2-MAC in die Kabelfernsehnetzen der Deutschen Bundespost eingespeist.
1994 wurden die Ausstrahlungen über TV-Sat 2 beendet und die Deutsche Bundespost Telekom verkaufte den Satelliten an den norwegischen Satellitenbetreiber Telenor, der ihn von 1995 bis 1998 auf 1° West betrieb. 1998 wurde er von Telenor an Eutelsat verkauft und bis zur Außerdienststellung 1999 auf 12° West eingesetzt. TV-Sat 2 befindet sich jetzt im Friedhofsorbit.

## Orbitalposition

TV-Sat-1-Footprint

TV-Sat war auf der für Mitteleuropa ungünstigen Orbitalposition 19° West über dem Atlantik platziert, die Elevation betrug (exemplarisch) für einen TV-Sat-Empfang in der Stadt Salzburg lediglich 27°. Der Konkurrent Astra war auf 19,2° Ost über Zentralafrika platziert und konnte in Salzburg mit einer günstigeren Elevation von 34,78° aufwarten. Abschattungen durch Berge, hohe Gebäude oder Bäume waren bei TV-Sat wesentlich häufiger als beim Konkurrenten Astra. Wie die Erfahrung im Direktempfangssatellitenbetrieb heute zeigt, haben sich meist solche Satellitensysteme am Markt durchgesetzt, deren geostationäre Position gleich einem Längengrad des Empfangs-Zielgebietes ist. Dem kam der Konkurrent Astra auf 19,2° Ost wesentlich näher.

## TV-SAT-Technik
Durch den Beschluss der europäischen Regierungen, Hochleistungssatelliten (TV-Sat, Tele-X, TDF, Marcopolo etc.) für den DTH-Empfang (Direct-to-home) zu bauen und MAC als Übertragungsstandard einzusetzen, musste die Europäische Rundfunkunion (EBU) für die MAC-Normen ein sogenanntes Versorgungskriterium finden. Diese Bestimmung sah vor, dass ein Gebiet mit einer Bitfehlerrate von kleiner als 10−3 bei einem Störabstand C/N (Carrier to Noise) von 8 dB im analogen Signal und einer Signalbandbreite von 27 MHz als versorgt gilt.
Damals konnte das Versorgungskriterium aufgrund der noch nicht soweit entwickelten Innen- und Außenelektronik erst mit Reflektorgrößen von 90 cm im Durchmesser erreicht werden. Dieses Maß wurde zu dieser Zeit auch vonseiten der EBU und den nationalen Regierungen als zumutbare Größe für den DTH-Markt angesehen. Durch das Voranschreiten der Technik wäre ein solches Signal-Mindestmaß heute hinfällig, da bereits ein guter LNB (≈ 0,8 dB Rauschmaß) mit einem größeren Feedhorn (ohne Reflektor) in der Kernausleuchtzone der DBS-Satelliten für dieses Versorgungskriterium ausreichen würde.

## TV-Sat und die französische SCART-Schnittstelle
Nachdem bereits 1978 klar war, dass für TV-Sat nicht PAL oder SECAM, sondern zur Bildübertragung die neuartige Norm D2-MAC verwendet wird, wurde in die damals neu entwickelte SCART-Schnittstelle RGB zur Übertragung der Farbinformation zum Fernseher integriert. Obwohl das TV-Sat-Projekt scheiterte, blieb RGB im SCART-Stecker bis heute erhalten. Als Relikt von TV-Sat kann auch angesehen werden, dass im SCART-Stecker RGB als einziges, im Gegensatz zu allen anderen Leitungen, nur unidirektional ausgeführt ist.